# William Higinbotham
William "Willy" A. Higinbotham (25 tháng 10 năm 1910 – 10 tháng 11 năm 1994) là một nhà vật lý người Mỹ. Thành viên của nhóm phát triển bom hạt nhân đầu tiên, sau này ông trở thành một nhà lãnh đạo trong phong trào không phổ biến vũ khí hạt nhân. Ông cũng có một vị trí trong lịch sử video game vì đã sáng tạo ra trò Tennis for Two vào năm 1958, được coi là game máy tính analog tương tác đầu tiên và một trong những trò chơi điện tử đầu tiên sử dụng màn hình hiển thị đồ họa.

## Thiếu thời
Higinbotham sinh ra tại Bridgeport, Connecticut và lớn lên ở Caledonia, New York. Cha ông là một mục sư trong Giáo hội Trưởng Lão. Ông nhận được bằng đại học ở Williams College vào năm 1932 và tiếp tục học lên cao tại Đại học Cornell. Có lúc ông làm việc trên hệ thống radar tại MIT từ năm 1941 đến 1943.

## Sự nghiệp
Trong Thế chiến II, ông làm việc tại Phòng thí nghiệm Quốc gia Los Alamos và giữ cương vị trưởng nhóm thiết bị điện tử của phòng thí nghiệm trong những năm sau chiến tranh, nơi nhóm của ông đã phát triển thiết bị điện tử cho quả bom hạt nhân đầu tiên. Nhóm của ông đã tạo ra cơ chế đánh lửa của bom cũng như các dụng cụ đo lường cho thiết bị. Higinbotham còn tạo ra màn hình hiển thị radar cho việc thử nghiệm máy bay ném bom B-28. Bằng những kinh nghiệm của mình với vũ khí hạt nhân, Higinbotham đã giúp lập nhóm không phổ biến vũ khí hạt nhân thuộc Liên đoàn các nhà khoa học Mỹ, giữ chức chủ tịch đầu tiên và thư ký điều hành. Từ năm 1974 cho đến khi qua đời vào năm 1994, Higinbotham từng là biên tập viên kỹ thuật của tờ Tạp chí Quản lý vật liệu Hạt nhân (Journal of Nuclear Materials Management), do Viện Quản lý vật liệu Hạt nhân xuất bản.
Năm 1947 Higinbotham đảm nhận một vị trí tại Phòng thí nghiệm Quốc gia Brookhaven cho đến khi nghỉ hưu vào năm 1984. Vào năm 1958, trong vai trò Trưởng phòng Phân khu Trang thiết bị tại Brookhaven, ông đã tạo ra một trò chơi máy tính gọi là Tennis for Two cho đợt triển lãm hàng năm của phòng thí nghiệm. Một dạng mô phỏng quần vợt hiển thị trên một dao động ký, game được công nhận là một trong những trò chơi điện tử đầu tiên. Tựa game này đã khiến Higinbotham phải mất một vài tuần để hoàn thành và là một điểm thu hút phổ biến tại triển lãm. Được xem là một thành công lớn để Higinbotham tạo ra một phiên bản mở rộng cho đợt triển lãm năm 1959; phiên bản này cho phép thay đổi mức độ trọng lực để người chơi có thể mô phỏng quần vợt trên sao Mộc và Mặt trăng. Higinbotham chưa bao giờ được cấp bằng sáng chế Tennis for Two, dù ông nhận được hơn 20 bằng sáng chế khác trong sự nghiệp của mình.

## Di sản
Bị quên lãng trong nhiều năm, giới phê bình bắt đầu nhận ra ý nghĩa của Tennis for Two đối với lịch sử video game vào những năm 1980. Năm 1983 David Ahl, người đã chơi game này tại triển lãm Brookhaven khi còn là một thiếu niên, đã viết một câu chuyện trang bìa cho tạp chí Creative Computing mà ông đã xưng tụng Higinbotham là "Ông tổ của Trò chơi điện tử."
Năm 2011, Đại học Stony Brook thành lập Bộ sưu tập Nghiên cứu Game William A. Higinbotham được quản lý bởi Trưởng nhóm Bộ sưu tập đặc biệt và lưu trữ Đại học Kristen Nyitray và Phó Giáo sư Nghiên cứu Văn hóa Kỹ thuật số Raiford Guins. Bộ sưu tập được ghi rõ ràng là dành riêng cho "cung cấp tài liệu vật liệu văn hóa của phương tiện truyền thông trò chơi dựa trên màn hình", và trong mối quan hệ cụ thể với Higinbotham: "thu thập và bảo quản các văn bản, phế liệu và hiện vật, tài liệu về lịch sử và tác phẩm của nhà sáng tạo game đầu tiên và nhà khoa học của Phòng thí nghiệm Quốc gia Brookhaven William A. Higinbotham, người vào năm 1958 đã phát minh ra tựa game máy tính analog tương tác đầu tiên, Tennis for Two." Là một phần trong việc bảo tồn lịch sử của Tennis for Two, bộ sưu tập được sản xuất dưới dạng một phim tài liệu về lịch sử của trò chơi và sự tái thiết của nó được thực hiện bởi Peter Takacs, nhà vật lý tại Phòng thí nghiệm Quốc gia Brookhaven.
Higinbotham vẫn ít quan tâm đến trò chơi điện tử và thích được nhớ đến về việc không phổ biến vũ khí hạt nhân của ông. Sau khi Higinbotham mất, trước những yêu cầu thông tin về Tennis for Two ngày càng tăng, con trai ông William B. Higinbotham đã nói với Brookhaven: "Điều bắt buộc mà bạn có bao gồm thông tin về việc không phổ biến vũ khí hạt nhân của ông. Đó là những gì ông muốn được nhớ đến." Vì những thành tựu của Higinbotham mà Liên đoàn các nhà khoa học Mỹ đã đổi tên trụ sở chính của họ thành Higinbotham Hall vào năm 1994.